# چهار باغ (دلیجان)
چهار باغ یک روستا در ایران است که در دهستان هستیجان واقع شده‌است.